# Polysphincta burgessii
Polysphincta burgessii är en stekelart som beskrevs av Cresson 1870. Polysphincta burgessii ingår i släktet Polysphincta och familjen brokparasitsteklar. Inga underarter finns listade i Catalogue of Life.